# シルビア・グラブ
シルビア・グラブ（Sylvia Grab、1974年〈昭和49年〉7月17日 - ）は、日本の女優、歌手である。東宝芸能所属。父親がスイス人（ドイツ系）で母親が日本人。夫は俳優の髙嶋政宏。東京都出身。ボストン大学音楽学部声楽科卒業。

## 略歴
聖心インターナショナルスクール在籍中から音楽活動に入り、ボストン大学卒業後の1997年に舞台『ジェリーズ・ガールズ』に出演以降、女優としてミュージカルを中心に舞台で活動中。2008年、『レベッカ』のダンヴァース夫人での演技が評価され、第34回菊田一夫演劇賞・演劇賞を受賞。2012年、『国民の映画』のツァラ・レアンダー役の演技が評価され、読売演劇大賞・優秀女優賞を受賞。
一方で2005年には林希、岡千絵とともにgravityという3人組のユニットを結成して音楽活動を開始。岡千絵の脱退、蘭香レアの加入・活動休止を経て、林希との2人組のユニットとしてオリジナル楽曲の制作やライブ活動を行う。ユニットには2016年には岡千絵が再加入している。
私生活では、2000年のミュージカル『エリザベート』初演での共演をきっかけに交際していた俳優の髙嶋政宏と2005年に結婚。シルビアの誕生日である7月17日に婚姻届を提出し、7月30日にハワイ・マウイ島にて挙式。高島忠夫は義父、寿美花代は義母、高嶋政伸は義弟であるが、政伸はシルビアより年上である。
かつてクリームインターナショナルに所属していたが、2010年、夫の高嶋と同じ東宝芸能に移籍。

## 出演

### 舞台
- Jerry's Girls（1997年、アートスフィア 他）
- The Show YOURS（1997年、京都シアター1200/1998年、青山劇場）
- カンパニー 〜結婚しない男〜（1999年、青山劇場他）
- アイラブ・マイ・ワイフ（1999年、アートスフィア）
- ザ・ゲストショー（1999年、博品館劇場）
- エリザベート（2000年、帝国劇場）
  - マダム・ヴォルフ（2000〜2001年、帝国劇場 他）
- アイ・ガット・マーマン（2000年、博品館劇場）
  - アイ・ガット・マーマン（2002年、博品館劇場）
  - アイ・ガット・マーマン（2012年、シアタークリエ）
- Shoes On ! 2（2000年、博品館劇場 他）
- キャンディード（2001年、東京国際フォーラム）
- パナマ・ハッティー（2002年、帝国劇場）
- ピアノ・バー（2002年、博品館劇場）
- Rhapsody in Dream（2002年、博品館劇場）
- チャーリーはどこだ?（2003年、東京芸術劇場 他）
- サタデー ナイト フィーバー：ザ ミュージカル（2003年、新宿コマ劇場）
- 一郎ちゃんが行く（2003年、博品館劇場 他）
- Shoes On! 5（2004年、博品館劇場）
- イントゥ・ザ・ウッズ（2004年、新国立劇場・中劇場）
  - イントゥ・ザ・ウッズ（2006年、新国立劇場 他）
- 痛くなるまで目に入れろ（2004年、紀伊國屋ホール 他）
- アンザ・ワールド・ゴーズ・ラウンド（2004年、新神戸オリエンタル劇場/東京芸術劇場）
- OHダディー!（2005年、THEATRE 1010）
- レ・ミゼラブル（2005年、帝国劇場） - ファンテーヌ 役
  - レ・ミゼラブル（2006年、日生劇場 他）
  - レ・ミゼラブル（2007年、帝国劇場）
  - レ・ミゼラブル（2009年、中日劇場/帝国劇場 他）
- アイーダ（2005年、京都劇場）
- ワールド・ゴーズ・ラウンド（2006年、東京芸術劇場）
- ジャック・ブレルは今日もパリに生きて歌っている（2006年、サンシャイン劇場）
- GIFT（2006年、俳優座劇場）
- BKLYN ブルックリン（2007年、東京芸術劇場 他）
- レベッカ（2008年、シアタークリエ） - ダンヴァース夫人 役
  - レベッカ（2010年、中日劇場/帝国劇場/梅田芸術劇場） - （涼風真世とWキャスト）
- ミス・サイゴン（2008年、帝国劇場/2009年、博多座）
- ダンス・オブ・ヴァンパイア（2009年、帝国劇場/博多座） - マグダ 役
- NINE The Musical（2009年 - 2010年、ル・テアトル銀座/シアターBRAVA） - カルラ 役
- 壱組印　Vol.8「劇、ということ」（2010年、下北沢ザ・スズナリ）
- 国民の映画（2011年、パルコ劇場/森ノ宮ピロティホール/KAAT神奈川芸術劇場、2014年、パルコ劇場 他） - ツァラ・レアンダー 役
- 三銃士（2011年、帝国劇場） - アンヌ王妃 役
- 有毒少年（2011年、CBGKシブゲキ!!/梅田芸術劇場） - 魔女 役
- SHOW-ism IV TATOO14（2012年、兵庫県立芸術文化センター/SHIBUYA-AX、2013年、シアタークリエ） - Rose 役
- 押忍!!ふんどし部!（2013年、CBGKシブゲキ!!） - 理事長 役
- next to normal（2013年、シアタークリエ/兵庫県立芸術文化センター） - 主演:ダイアナ 役（安蘭けいとダブルキャスト）
- ショーガール（2014年、パルコ劇場）
- THE ALUCARD SHOW（2014年、AiiA 2.5 Theater Tokyo）
- オン・ザ・タウン（2014年、青山劇場/オリックス劇場） - ヒルディー 役
- タイタニック（2015年、Bunkamuraシアターコクーン）- アリス・ビーン 役
- シューズ　オン!（2015年、博品館劇場）
- パッション（2015年、新国立劇場中劇場） - フォスカ 役[5]
- RHYTHM RHYTHM RHYTHM（2016年、天王洲銀河劇場）[6]
- コインロッカー・ベイビーズ（2016年、2018年赤坂ACTシアター 他） - ニヴァ 役
- ロミオ&ジュリエット（2017年1月 - 3月、赤坂ACTシアター/梅田芸術劇場メインホール） - ジュリエットの乳母 役
- 紳士のための愛と殺人の手引き（英語版）（2017年4月、日生劇場） - シベラ 役 [7]
- ドゥ・ユ・ワナ・ダンス？（2018年9月 - 10月、舞浜アンフィシアター） - ミーニャ 役
- 恋を読む inクリエ『逃げるは恥だが役に立つ』（2021年8月、シアタークリエ） - 土屋百合 役[8]
- 日本の歴史（2018年12月-2019年1月・世田谷パブリックシアター/梅田芸術劇場シアター・ドラマシティ、2021年7月・新国立劇場中劇場/梅田芸術劇場シアター・ドラマシティ）
- ジョセフ・アンド・アメージング・テクニカラー・ドリームコート（2022年4月7日 - 29日、日生劇場 / 5月5日 - 7日、刈谷市総合文化センター アイリス 大ホール / 5月12日 - 16日、オリックス劇場[注 1]）
- ブロードウェイミュージカル「カム フロム アウェイ」（2024年3月7日 - 5月、日生劇場 他） - ボニー / ビバリー 役 他[11]
- ミュージカル「三銃士」（2024年9月8日 - 10月27日、日生劇場 他） - ミレディ 役[12]
- Songwriters'SHOWCASE（2024年12月18日、シアタークリエ）[13]
- 渡辺えり古稀記念2作連続公演「りぼん」（2025年1月11日 - 19日、本多劇場 他）[14]
- 農業系Rock Musical「いただきます!〜歌舞伎町伝説〜」（2025年2月20日 - 3月16日、新宿FACE 他）[15]
- ラヴ・レターズ〜SAPPORO PARCO 50th Anniversary Special〜（2025年10月8日・9日〈予定〉、共済ホール） - メリッサ 役[16]

### テレビドラマ
- 刑事定年 第3話（2010年11月10日、BS朝日） - マリア 役
- 放課後はミステリーとともに 第1話（2012年4月23日、TBS） - 西原芳江 役
- 押忍!!ふんどし部! 第11・12話（2013年6月20日・27日、テレビ神奈川） - 道徳の先生（下鴨川桃香） 役
- 押忍!!ふんどし部! シーズン2 〜南海怒濤篇〜（2014年1月3日 - ） - 下鴨川林檎 役
- 金曜プレステージ 女医・倉石祥子3（2014年6月13日、フジテレビ） - 山岡ミサキ 役
- 最後のレストラン（2016年、NHK BSプレミアム） - マリー・アントワネット 役[17]
- 大河ドラマ（NHK）
  - 真田丸 第17回・18回（2016年） - 出雲阿国 役
  - 鎌倉殿の13人（2022年） - 藤原兼子 役[18]
- 死との約束（2021年3月6日、フジテレビ） - 本堂凪子 役
- シェフは名探偵（2021年6月21日、テレビ東京） - 志村麻美 役
- 全っっっっっ然知らない街を歩いてみたものの Season2 第1話（2022年3月7日、フジテレビ）[19]
- 18/40〜ふたりなら夢も恋も〜（2023年7月11日 - 、TBS） - 麻生由美子 役[20]
- TRUE COLORS（2025年1月5日 - 3月2日、NHK BSプレミアム4K・NHK BS） - 加藤フランチェスカ 役[21][22][23]
- 相続探偵 第3話（2025年2月8日、日本テレビ） - 本庄マリーアントワネット 役[24]

### 配信ドラマ
- とどけ!愛のうた（2020年7月6日 - 10日、Paravi） - 真壁由佳 役

### コンサート
- ブロードウェイ・ガラコンサート2005
- 第2回ももいろ歌合戦（BS日テレ・フジテレビNEXT・ニッポン放送など）